# 查尔斯·萨奇
查尔斯·萨奇(1943年6月9日—）是伊拉克裔英国商人，他也是犹太人，生于伊拉克巴格达。  1947年，受猶太人離開穆斯林世界的影響，他的父亲举家迁往伦敦北部的芬奇利。 查尔斯·萨奇与他的兄弟共同创立了广告公司上奇广告。查尔斯·萨奇还是薩奇美術館的持有人，並贊助了达米恩·赫斯特和翠西·艾敏等英国青年艺术家。